# Powiat krzemieniecki
Powiat krzemieniecki – dawny powiat województwa wołyńskiego Wielkiego Księstwa Litewskiego, następnie Korony Królestwa Polskiego w Rzeczypospolitej Obojga Narodów, po rozbiorach w guberni wołyńskiej, a po uzyskaniu przez Polskę niepodległości jeden z 11 powiatów województwa wołyńskiego II Rzeczypospolitej. Jego siedzibą było miasto Krzemieniec. W skład powiatu wchodziło 12 gmin wiejskich, 1 miejska, 252 gromady wiejskie (sołectwa) i 1 miasto (stan na 1936 rok).

## Dane
Powiat krzemieniecki zajmował południową część województwa wołyńskiego i graniczył: od zachodu z województwem tarnopolskim (powiaty: brodzki, zborowski), od północy z powiatem dubieńskim i zdołbunowskim, od wschodu wzdłuż granicy ZSRR oraz od południa znowu z województwem tarnopolskim (powiat zborowski).
Powierzchnia powiatu wynosiła 2700 km², a ludność 243 tys. osób (według spisu z 1931 r.), a więc dawała wskaźnik zamieszkania 46 os./km².
Powiat w większości zamieszkany był przez ludność ukraińską liczącą 196,2 tys. osób (80,7%). Drugą narodowością pod względem liczebności byli Polacy w liczbie 25,8 tys. (10,6%) osób. Pozostali to Żydzi i inne nieliczne grupy narodowościowe.
Według drugiego powszechnego spisu ludności z 1931 roku powiat liczył 243 032 mieszkańców, 25 082 było rzymskokatolickiego wyznania, 716 – unickiego, 194 517 – prawosławnego, 504 – augsburskiego, 84 – reformowanego, 22 – unijne ewangelickie, 588 osób podało wyznanie ewangelickie bez bliższego określenia, 2571 – inne chrześcijańskie, 18 751 – mojżeszowe, 5 – inne niechrześcijańskie, 178 osób nie podało przynależności konfesyjnej.

## Zmiany administracyjne
1 stycznia 1924 zniesiono 1 gminę, utworzono 1 gminę oraz dokonano zmian terytorialnych funkcjonujących jednostek.
| Z gminy        | Do gminy    | Gromady (miejscowości) |
| -------------- | ----------- | ---------------------- |
| Białozórka     | Łanowce (N) | Hryńki                 |
| Białozórka     | Łanowce (N) | Łanowce (m-ko)         |
| Białozórka     | Łanowce (N) | Kozaczki Małe          |
| Białozórka     | Łanowce (N) | Kozaczki Wielkie       |
| Białozórka     | Łanowce (N) | Ośniki                 |
| Pańkowce (zn.) | Łanowce (N) | Grzybowa               |
| Pańkowce (zn.) | Łanowce (N) | Juśkowce               |
| Pańkowce (zn.) | Łanowce (N) | Krasnołuka             |
| Pańkowce (zn.) | Łanowce (N) | Michałówka             |
| Pańkowce (zn.) | Łanowce (N) | Zahorce                |
| Wyszogródek    | Łanowce (N) | Kuśkowce Małe          |
| Wyszogródek    | Łanowce (N) | Wolica                 |

1 stycznia 1925 z powiatu krzemienieckiego wyłączono miasto i gminę Radziwiłłów, włączając je do powiatu dubieńskiego w tymże województwie.
1 października 1933 powiat krzemieniecki przeszedł zasadnicze zmiany, kiedy to zniesiono 5 gmin, utworzono 3 nowe gminy oraz dokonano licznych zmian terytorialnych funkcjonujących jednostek (gmin i miasta).
| Z gminy           | Do gminy         | Gromady (miejscowości) |
| ----------------- | ---------------- | ---------------------- |
| Krzemieniec (m)   | Uhorsk (N)       | Bielecka Dolina        |
| Krzemieniec (m)   | Uhorsk (N)       | Bonówka                |
| Krzemieniec (m)   | Uhorsk (N)       | Czuhale                |
| Krzemieniec (m)   | Uhorsk (N)       | Zebłozy Duże           |
| Krzemieniec (m)   | Uhorsk (N)       | Zebłozy Małe           |
| Bereżce           | Poczajów         | Dunajewszczyzna        |
| Bereżce           | Poczajów         | Komarówka              |
| Bereżce           | Poczajów         | Waligóry               |
| Białokrynica (zn) | Krzemieniec (m)  | Andruha Duża           |
| Białokrynica (zn) | Krzemieniec (m)  | Białokrynica           |
| Białokrynica (zn) | Krzemieniec (m)  | Grabówka               |
| Białokrynica (zn) | Krzemieniec (m)  | Syczówka               |
| Białokrynica (zn) | Bereżce          | Kołosowa               |
| Białokrynica (zn) | Bereżce          | Sapanów                |
| Białokrynica (zn) | Bereżce          | Szpikołosy             |
| Białokrynica (zn) | Uhorsk (N)       | Andruha Mała           |
| Białokrynica (zn) | Uhorsk (N)       | Antonowce              |
| Białokrynica (zn) | Uhorsk (N)       | Baszkowce              |
| Białokrynica (zn) | Uhorsk (N)       | Bonówka                |
| Białokrynica (zn) | Uhorsk (N)       | Chmieliszcze           |
| Białokrynica (zn) | Uhorsk (N)       | Iłowica Duża           |
| Białokrynica (zn) | Uhorsk (N)       | Iłowica Mała           |
| Białokrynica (zn) | Uhorsk (N)       | Lisznia                |
| Białokrynica (zn) | Uhorsk (N)       | Oderadówka             |
| Białokrynica (zn) | Uhorsk (N)       | Soszyszcze             |
| Białokrynica (zn) | Uhorsk (N)       | Stożek                 |
| Białokrynica (zn) | Uhorsk (N)       | Tylawka                |
| Białokrynica (zn) | Uhorsk (N)       | Uhorsk                 |
| Białokrynica (zn) | Uhorsk (N)       | Wesołówka              |
| Białokrynica (zn) | Uhorsk (N)       | Zabara                 |
| Białokrynica (zn) | Uhorsk (N)       | Zaleśce                |
| Białokrynica (zn) | Uhorsk (N)       | Żołobki                |
| Borki (zn)        | Dederkały        | Borki                  |
| Borki (zn)        | Dederkały        | Nowystaw               |
| Borki (zn)        | Dederkały        | Szumbar                |
| Borki (zn)        | Katerburg (N)    | Cecyniówka             |
| Borki (zn)        | Katerburg (N)    | Folwarki Duże          |
| Borki (zn)        | Katerburg (N)    | Folwarki Małe          |
| Borki (zn)        | Katerburg (N)    | Katerburg (m-ko)       |
| Borki (zn)        | Katerburg (N)    | Katerburg (w)          |
| Borki (zn)        | Katerburg (N)    | Kudłajówka             |
| Borki (zn)        | Katerburg (N)    | Nowosiółki             |
| Borki (zn)        | Katerburg (N)    | Podhajce               |
| Borki (zn)        | Katerburg (N)    | Rybcza                 |
| Borki (zn)        | Katerburg (N)    | Staszyców              |
| Borki (zn)        | Katerburg (N)    | Temnohajce             |
| Borki (zn)        | Katerburg (N)    | Tetylkowce             |
| Borki (zn)        | Katerburg (N)    | Wilia                  |
| Borki (zn)        | Uhorsk (N)       | Ludwiszcze             |
| Borki (zn)        | Uhorsk (N)       | Sosnówka               |
| Borsuki (zn)      | Dederkały        | Hryńkowce              |
| Borsuki (zn)      | Dederkały        | Jakimowce              |
| Borsuki (zn)      | Dederkały        | Tatarzyńce             |
| Borsuki (zn)      | Katerburg (N)    | Jankowce               |
| Borsuki (zn)      | Katerburg (N)    | Matwijowce             |
| Borsuki (zn)      | Katerburg (N)    | Okniny Małe            |
| Borsuki (zn)      | Katerburg (N)    | Okniny Duże            |
| Borsuki (zn)      | Katerburg (N)    | Piszczatyńce           |
| Borsuki (zn)      | Katerburg (N)    | Śniegorowszczyzna      |
| Borsuki (zn)      | Katerburg (N)    | Witosowo               |
| Borsuki (zn)      | Łanowce          | Borsuki                |
| Borsuki (zn)      | Łanowce          | Borszczówka            |
| Borsuki (zn)      | Łanowce          | Kurhany                |
| Borsuki (zn)      | Łanowce          | Kuśkowce Wielkie       |
| Borsuki (zn)      | Łanowce          | Napadówka              |
| Borsuki (zn)      | Łanowce          | Peredmirka             |
| Borsuki (zn)      | Łanowce          | Siniowce               |
| Borsuki (zn)      | Wiśniowiec       | Śniegorówka            |
| Łanowce           | Białozórka       | Ośniki                 |
| Łanowce           | Dederkały        | Michałówka             |
| Łanowce           | Dederkały        | Zahorce                |
| Poczajów          | Stary Oleksiniec | Wolica                 |
| Szumsk            | Uhorsk (N)       | Mosty                  |
| Wierzbowiec (zn)  | Kołodno (N)      | Czajczyńce             |
| Wierzbowiec (zn)  | Kołodno (N)      | Gnidawa                |
| Wierzbowiec (zn)  | Kołodno (N)      | Kochanówka             |
| Wierzbowiec (zn)  | Kołodno (N)      | Musurowce              |
| Wierzbowiec (zn)  | Wiśniowiec       | Oryszkowce             |
| Wierzbowiec (zn)  | Wyszogródek      | Kornaczówka            |
| Wierzbowiec (zn)  | Wyszogródek      | Łopuszno               |
| Wierzbowiec (zn)  | Wyszogródek      | Pachinia               |
| Wierzbowiec (zn)  | Wyszogródek      | Szyły                  |
| Wierzbowiec (zn)  | Wyszogródek      | Wierzbowiec            |
| Wiśniowiec        | Katerburg (N)    | Horynka                |
| Wiśniowiec        | Katerburg (N)    | Kuszlin                |
| Wiśniowiec        | Katerburg (N)    | Wola Rycerska          |
| Wiśniowiec        | Kołodno (N)      | Wola Wilsona           |
| Wyszogródek       | Białozórka       | Buhłów                 |
| Wyszogródek       | Białozórka       | Kutyski                |
| Wyszogródek       | Białozórka       | Lulińce                |
| Wyszogródek       | Białozórka       | Oryszkowce             |
| Zarudzie (zn)     | Kołodno (N)      | Bolizuby               |
| Zarudzie (zn)     | Kołodno (N)      | Kołodno-Lisowszczyzna  |
| Zarudzie (zn)     | Kołodno (N)      | Kołodno-Siedlisko      |
| Zarudzie (zn)     | Kołodno (N)      | Oleszkowce             |
| Zarudzie (zn)     | Kołodno (N)      | Rakowiec Mały          |
| Zarudzie (zn)     | Kołodno (N)      | Rakowiec Wielki        |
| Zarudzie (zn)     | Kołodno (N)      | Rejmontów              |
| Zarudzie (zn)     | Kołodno (N)      | Rzeszniówka            |
| Zarudzie (zn)     | Kołodno (N)      | Szymkowce              |
| Zarudzie (zn)     | Kołodno (N)      | Witkowce               |
| Zarudzie (zn)     | Kołodno (N)      | Zarudzie               |
| Zarudzie (zn)     | Stary Oleksiniec | Gniezdyczno            |
| Zarudzie (zn)     | Stary Oleksiniec | Rakowiec Czosnowski    |

## Starostowie
- Zygmunt Robakiewicz
- Jan Zaufall (do 1939)[6][7]

## Gminy
- gmina Bereżce
- gmina Białokrynica (do 1933)[8]
- gmina Białozórka
- gmina Borki (do 1933)[8]
- gmina Borsuki (do 1933)[8]
- gmina Dederkały (siedziba: Dederkały Wielkie)
- gmina Katerburg (od 1933)[9]
- gmina Kołodno (od 1933)[9] (siedziba: Kołodno-Lisowszczyzna)
- gmina Krzemieniec (miejska)
- gmina Łanowce (od 1924)[10]
- gmina Pańkowce (do 1923)[11]
- gmina Poczajów (siedziba: Poczajów Nowy)
- gmina Radziwiłłów (do 1925)[12]
- gmina Radziwiłłów (miejska) (do 1925)[12]
- gmina Stary Oleksiniec
- gmina Szumsk
- gmina Uhorsk (od 1933)[9]
- gmina Wierzbowiec (do 1933)[8]
- gmina Wiśniowiec
- gmina Wyszogródek
- gmina Zarudzie (do 1933)[8]

## Miasta
- Krzemieniec
- Radziwiłłów (do 1925)[12]

## Starostowie
- Henryk Baczyński (1920–)[13]
- Hipolit Niepokulczycki (1927–1929)